# جون تشيك
جون تشيك (بالإنجليزية: John Chick)‏ هو لاعب كرة قدم أمريكية أمريكي، ولد في 20 نوفمبر 1982 في جيليت في الولايات المتحدة.